# 流菌属
流菌属（学名：Exilibacterium）是纤维弧菌科下的一个属。本属惟一种是从果胞藻属的珊瑚藻上分离出来的一种海洋菌。

## 下属物种
本属包括以下物种：
- Exilibacterium tricleocarpae Wang Guanghua, et al., 2020[2]